# Boustrophédon
Cette page contient des caractères spéciaux ou non latins. S’ils s’affichent mal (▯, ?, etc.), consultez la page d’aide Unicode.

Illustration du principe du boustrophédon.

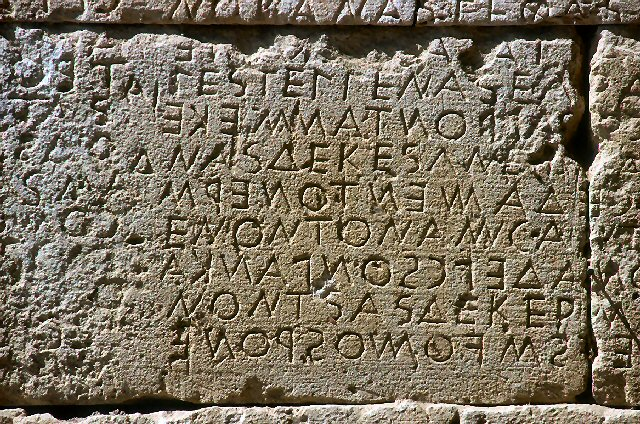
Le Code de Gortyne,.

Le boustrophédon est une écriture dont le sens alterne d'une ligne à l'autre, à la manière du bœuf marquant les sillons dans un champ, allant de droite à gauche puis de gauche à droite. Le terme vient de l'adverbe grec ancien βουστροφηδόν boustrophêdón, de βοῦς boũs « bœuf » et στροφή strophế « action de tourner », allusion au trajet du bœuf lors du labour. Souvent, le ductus des lettres s'inverse avec le changement de direction ; par exemple, la lettre Є tracée de gauche à droite deviendra Э de droite à gauche.
Le boustrophédon a été principalement utilisé à des stades anciens d'écritures avant que celles-ci ne se fixent dans un sens précis : le grec, par exemple, s'est d'abord écrit de droite à gauche.

## Histoire

### Dans la Grèce ancienne
Inscription de Sigée, vers 550-540 avant l'ère chrétienne (British Museum) : 
| Inscription en boustrophédon | Texte normalisé en majuscules                                                                                  | Texte normalisé avec majuscules, minuscules, esprits et accents                                                              |
| ---------------------------- | --- | --- |
|                              | ΦΑΝΟΔΙΚΟ ³ΕΜΙΤΟΡΜΟΚ ΡΑΤΕΟΣΤΟ ΠΡΟΚΟΝΝΗ ΣΙΟΚΡΗΤΗΡ ΑΔΕ:ΚΑΙΥΠΟΚ ΡΗΤΗΡΙΟΝ:Κ ΑΙΗΘΜΟΝ:ΕΣΠ ΡΥΤΑΝΗΙΟΝ ΕΔΩΚΕΝ:ΣΥΚΕ ΕΥΣΙΝ | Φανοδίκο ἐμὶ τὀρμοκ- ράτεος το͂ Προκοννη- σίο κρητῆρ- α δὲ καὶ ὐποκ- ρητήριον κ- αὶ ἠθμὸν ἐς π- ρυτανήιον ἔδωκεν Συκε- εῦσιν. |

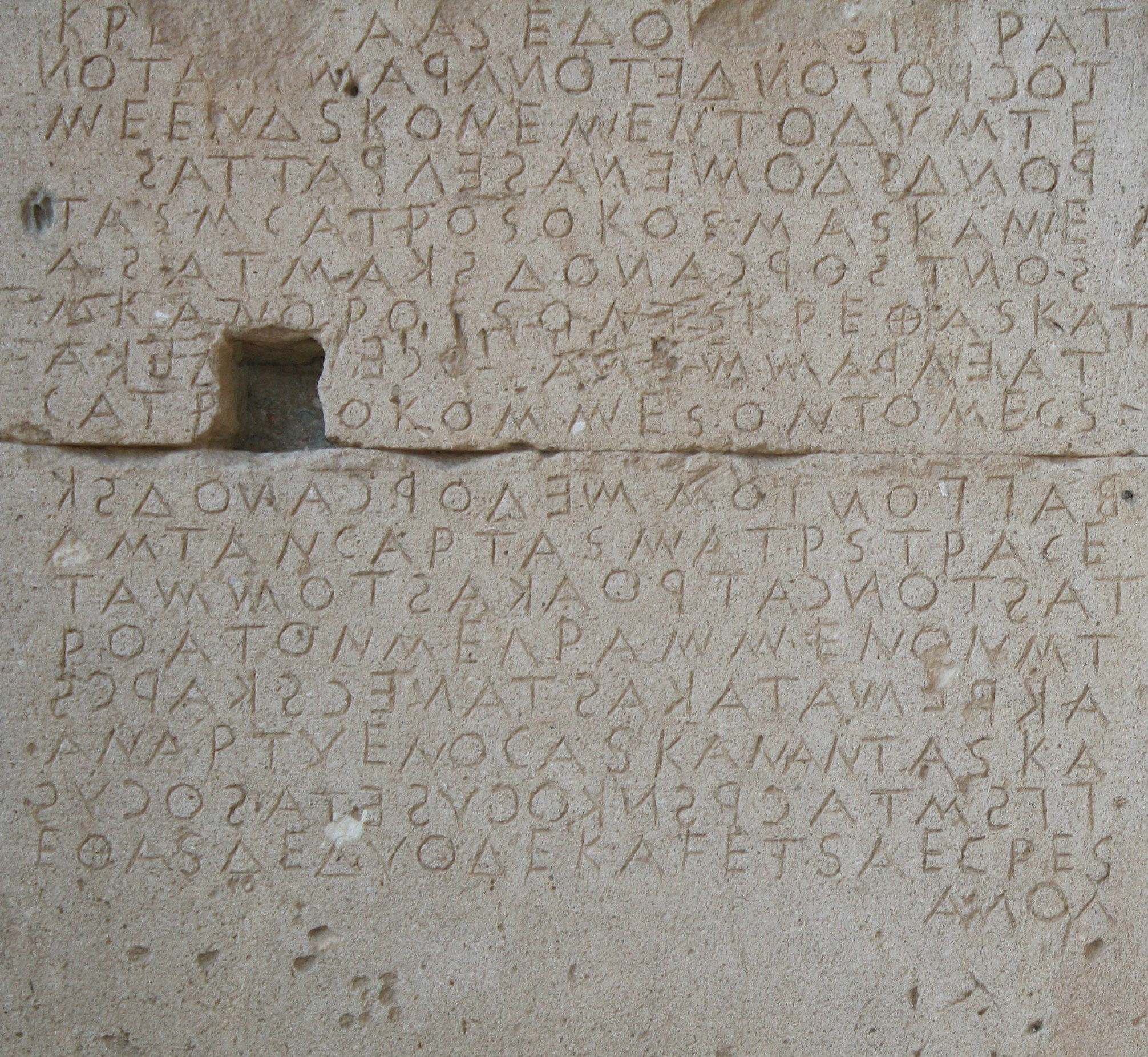
Une inscription en boustrophédon du : le Code de Gortyne, Crète.

Remarque : l'inscription se présente en deux alphabets et dialectes : ionien puis attique (avec l'alphabet épichorique local) ; l'exemple donné ne reprend que le texte écrit en dialecte ionien (d'où l'utilisation de η là où l'attique serait ᾱ), avec les lettres actuelles et non celles du document originel. En effet, celui-ci datant d'avant la réforme de -403 (adoption d'un alphabet officiel légèrement différent des usages locaux), il ne suit pas non plus l'orthographe classique : ο, par exemple, sert à noter la voyelle /ọ̄/ (long et fermé), qui sera ensuite transcrite ου (Φανοδίκο = Φανοδίκου, etc.).
Le texte signifie : « Je suis [la stèle] de Phanodikos, [fils] d'Hermokratês, [fils] de Prokonnêsos, et il a donné aux Sigéens un vase pour le vin avec son support, ainsi qu'une passoire, [déposés] dans le prytanée ».

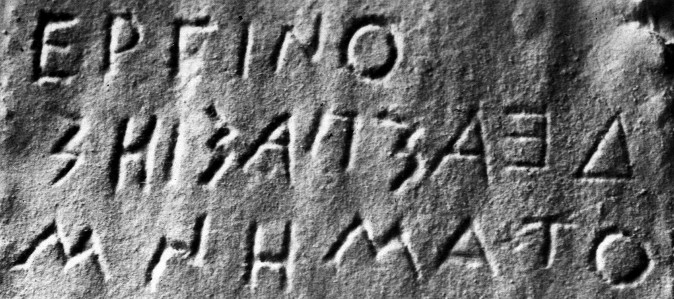
Inscription archaïque à Apollonie du Pont, aujourd'hui Sozopol.

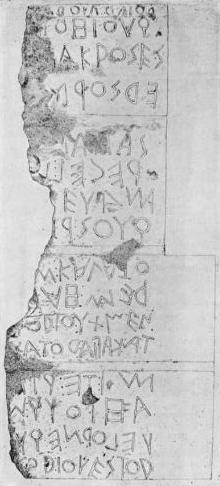
Inscription en latin et en boustrophédon inverse sur le Lapis niger.

Le code de Gortyne est un autre exemple bien conservé d'une très longue inscription en boustrophédon rédigée dans la première moitié du Ve siècle av. J.-C.
L'écriture « boustrophédon » était notamment utilisée dans les κατάδεσμοί / katádesmoí (« tablettes de défixion »), qui étaient des tablettes de magie dans la Grèce antique. Ces sorts étaient rédigés (ou plutôt « fixés ») dans la matière, c'est-à-dire sur des tablettes de terre, de cire ou de plomb. Ils étaient jetés à l'encontre d'un adversaire dans le but de le diminuer ou de contrarier sa victoire, pour empêcher une conquête amoureuse ou encore s'assurer une victoire sportive ; des κατάδεσμοί ont en effet été trouvés sur le site des Jeux olympiques, implorant les divinités d'accorder la victoire à leur auteur.
Dès le VIe siècle av. J.-C., on décèle des « tentatives pour ramener l'écriture à des normes communes ». L'écriture boustrophédon, « qui ne présentait aucune commodité » est abandonnée peu à peu. En -403, l'archonte Archinos prend un arrêté qui fixe le sens de l'écriture de gauche à droite.

### Dans le reste du monde
L'étrusque fonctionne parfois en boustrophédon. 
Le latin ancien a été écrit en boustrophédon jusqu'au IVe siècle av. J.-C. où « la direction d'écriture s'est fixée définitivement de gauche à droite ». 
Les anciens textes en guèze, langue liturgique de l'Église éthiopienne orthodoxe, de l'Église érythréenne orthodoxe et de la communauté Beta Israël, étaient en boustrophédon. L'écriture safaïtique l'était originellement.

C'est également le cas de l'écriture de Rapa Nui. Les tablettes rongo-rongo de l'île de Pâques sont écrites en boustrophédon inversé : on lit la première ligne de la gauche vers la droite, puis on fait tourner la tablette de 180°, on lit également la deuxième ligne de la gauche vers la droite, et ainsi de suite.

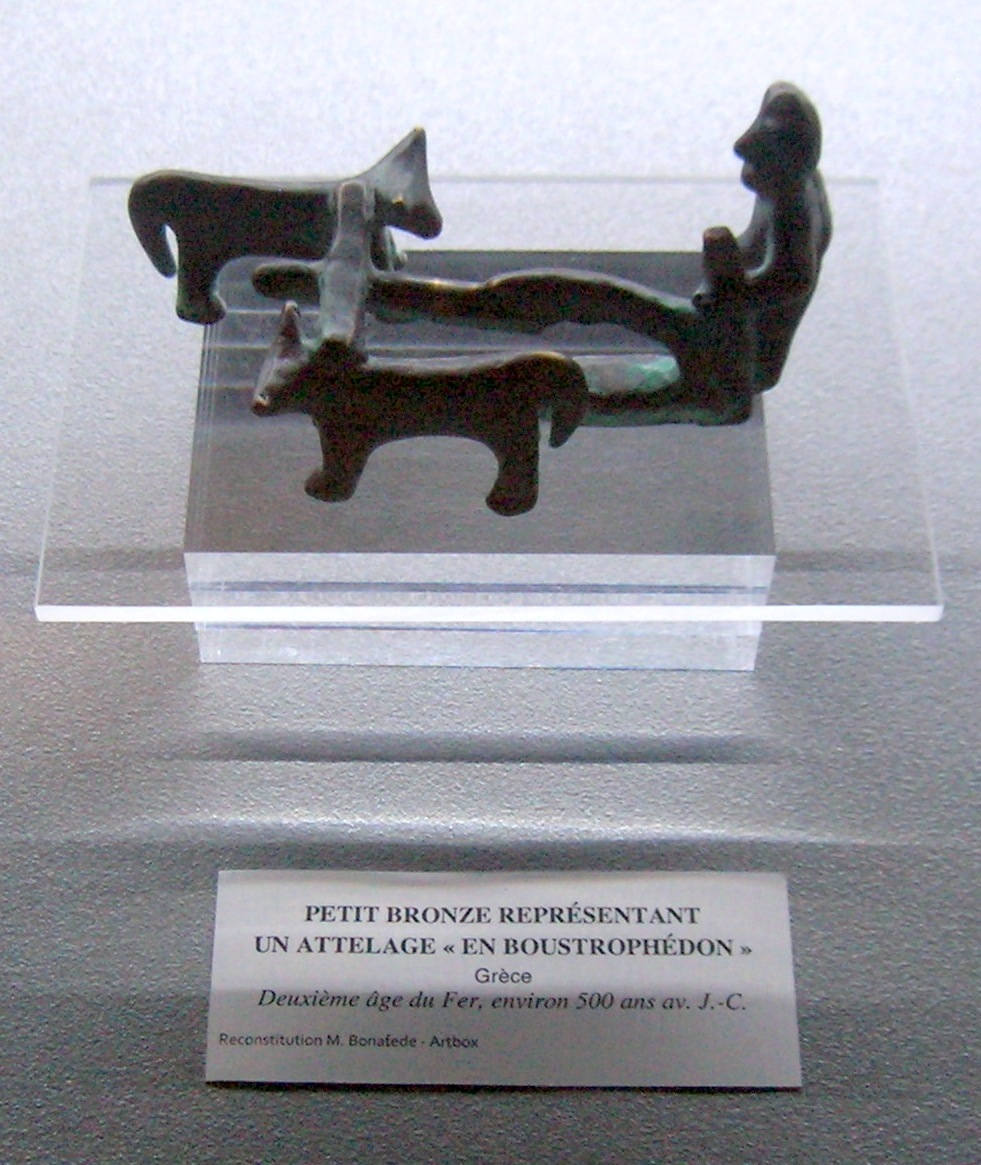
Petit bronze grec d'un attelage en boustrophédon, du deuxième âge du fer, conservé au musée des Merveilles de Tende.

### Écritures sémitiques
L'écriture phénicienne avait adopté l'orientation de droite à gauche vers l'an -1000, entraînant par la suite l'orientation de l'ensemble des écritures sémitiques : hébreu, araméen, arabe, etc.

## Usages actuels

### En informatique
Le terme de boustrophédon désigne une manière de fonctionner des têtes d'impression d'une imprimante, lorsqu'elles sont capables d'imprimer dans les deux sens de déplacement du chariot.

### En robotique
En robotique, une trajectoire en boustrophédon est un parcours où les lignes vont alternativement de gauche à droite et de droite à gauche, comme le tracé des sillons creusés dans les champs par les allers et retours d'une charrue. Par exemple ce terme est employé en robotique navale, où des drones sous-marins peuvent effectuer des relevés sonar suivant ce type de trajectoire, ou encore en robotique terrestre où par exemple des drones agricoles peuvent épandre un désherbant dans un champ suivant ce parcours.

### En mathématiques
Il existe en mathématiques une méthode, dite du boustrophédon, qui permet de calculer le développement limité de la fonction tangente en 0 ainsi que de la fonction sécante.

### En art
Le terme s'emploie pour la réalisation de certains vitraux médiévaux. Par exemple, la verrière de la Passion de la cathédrale Notre-Dame de Chartres doit être lue en boustrophédon,.

### Dans les pratiques d'écriture

#### Chez l'enfant
Lorsqu'un enfant ne perçoit pas assez tôt et assez fort « l'impératif d'écrire selon le choix d'Archinos », de gauche à droite pour les langues issues du grec (ou de droite à gauche pour les langues sémitiques, par exemple), il explore l'écriture « en miroir » ; il écrit parfois même spontanément en mode boustrophédon.

#### Chez les plus âgés
On observe chez certaines personnes très âgées ou chez des personnes atteintes de troubles de la pensée un « retour » à l'écriture « naturelle » en mode boustrophédon.

## Citations
- Michel Serres : « Écrivain, je vivais comme l'archaïque paysan du boustrophédon, vieux mot qui signifiait que le bœuf tirant la charrue se retourne au bout du sillon pour attaquer celui qui suit, en ligne parallèle mais en sens inverse » (in Variations sur le corps, Paris, Le Pommier, 2002, p. 8).
- Alexandre Postel : « North, égal à lui-même, imprimait à sa tondeuse la trajectoire régulière du boustrophédon » (in Un homme effacé, Gallimard, coll. « Blanche », 2013, p. 201).
- Damso : « Son flow va dans tous les sens, écrit-il en boustrophédon ? Si j’rappe près d’une pompe à essence, explosion sans précédent » (in Poseidon, album OKLM Mixtape. Volume 1, 2015, piste 2).